# 本格拉体育场
本格拉体育场位于安哥拉本格拉省府本格拉和港口城市洛比托之间，距本格拉市区10公里，距洛比托港口30公里，是为2010年非洲国家杯建设的比赛场馆。

## 概况
本格拉（Benguela）体育场工程属大型体育建筑，建设标准需满足FIFA(V级)比赛要求。该体育场占地面积为340,000平方米，建筑面积约为40,650平方米，座位数为35,000座，配套停车位1300个，体育场整体为地上主体两层，南看台部分4层，建筑最大高度40.45米，工程造价1.16亿美元。

该体育场由三部分组成：比赛场地、观众看台、各种功能用房和设施。主要建筑为地上五层，下部采用混凝土灌柱桩承台基础，主体结构型式采用钢筋混凝土框支剪力墙结构，外罩为钢桁架悬臂结构。场馆由中国水利水电建设集团公司第四工程局负责施工，2008年3月30日开始施工，2009年12月19日正式交付。

球场在2010年非洲国家杯举办前夕竣工，2010年1月12日，埃及与尼日利亚上演了本球场的首秀，最终尼日利亚2-1战胜了埃及。

球场当前是安哥拉足球甲级联赛球队本格拉五一足球俱乐部的主场。